# Mary Burzminski
Mary Burzminski, född 12 november 1960, är en friidrottare från Kanada. Hon deltog vid olympiska sommarspelen 1988.